# Fußball-Südostasienmeisterschaft
Die Fußball-Südostasienmeisterschaft (englisch ASEAN Football Championship, thai: อาเซียนฟุตบอลแชมเปียนชิพ) ist ein regionaler Fußball-Wettbewerb zwischen den ASEAN-Staaten, der seit 1996 alle zwei Jahre ausgetragen wird. Ausrichter ist die ASEAN Football Federation (AFF), eine Unterorganisation der Asian Football Confederation (AFC).
Langjähriger Sponsor des Wettbewerbs war die singapurische Brauerei Asia Pacific Breweries, weshalb das Turnier in Anlehnung an eines ihrer Produkte (Tiger Beer) den Namen Tiger Cup trug. Nach der Auflösung des Vertrages hieß die Meisterschaft 2007 ASEAN Football Championship, seit 2008 ist Suzuki neuer Hauptsponsor, so dass der offizielle Name der Veranstaltung seitdem AFF Suzuki Cup lautet.
Thailand konnte als Einziger sieben Meisterschaften für sich entscheiden. Singapur folgt mit vier, Vietnam mit drei und Malaysia mit einem Titel.

## Geschichte
Die erste Ausgabe des Turniers fand vom 2. bis 15. September 1996 in Singapur statt, an dem Turnier nahmen alle zehn südostasiatischen Staaten teil. Die Teilnehmer wurden in zwei Gruppen zu je fünf Mannschaften eingeteilt und die zwei besten jeder Gruppe qualifizieren sich für das Halbfinale. Im Halbfinale besiegte Thailand Vietnam mit 4:2, während sich Malaysia mit 3:1 gegen Indonesien durchsetzte. Im Finale gewannen die Thais schließlich mit 1:0 und wurden zum ersten Gewinner dieses Turniers.
Für das Turnier 1998 in Vietnam gab es erstmals eine Qualifikationsphase, bei der zunächst sechs Mannschaften um die verbleibenden vier Plätze spielten (die vier Halbfinalisten von 1996 waren bereits qualifiziert). Erneut gab es eine Gruppenphase mit anschließenden K.O.-Spielen, im Finale setzte sich Singapur mit 1:0 gegen Gastgeber Vietnam durch.
Im Jahre 2000 fand die dritte Ausgabe in Thailand statt, es nahmen diesmal 9 Mannschaften teil. Thailand gewann das Finale gegen Indonesien souverän mit 4:1. Zwei Jahre später kam es in Jakarta erneut zu einem thailändisch-indonesischen Finale. Thailand setzte sich vor 100.000 Zuschauern im Gelora-Bung-Karno-Stadion im Elfmeterschießen gegen den Gastgeber durch.
Für den Tiger Cup 2004 fand eine Regeländerung statt, so wurden die Halbfinal- und Finalspiele im Play-off-Modus ausgespielt, d. h. jede Mannschaft musste zuhause und auswärts gegen den Gegner antreten. Singapur gewann die beiden Finalspiele gegen Indonesien mit 3:1 und 2:1 und wurde so zum zweiten Mal Sieger.
Im Jahre 2005 wurde die Umbenennung des Turniers ab 2007 bekanntgegeben. Weiterhin wurde beschlossen, die 1998 angewandte Qualifikation wieder einzuführen, um so das Teilnehmerfeld von zehn auf acht zu reduzieren.

## Erstteilnahmen
Folgend alle Nationalmannschaften, die bisher an diesem Turnier teilgenommenen haben.
- Fett geschriebene Mannschaften wurden bei ihrer ersten Teilnahme Südostasienmeister.
- Kursiv geschriebene Mannschaften waren bei ihrer ersten Teilnahme Ausrichter.
- Mannschaften in Klammern nahmen unter einem anderen Namen zum ersten Mal teil.

| Jahr(e)   | Erstteilnehmer       | Erstteilnehmer       | Erstteilnehmer       | Erstteilnehmer       |
| --------- | -------------------- | -------------------- | -------------------- | -------------------- |
| 1996      | Brunei               | Kambodscha           | Indonesien           | Laos                 |
| 1996      | Malaysia             | Myanmar              | Philippinen          | Singapur             |
| 1996      | Thailand             | Vietnam              |                      |                      |
| 1998–2002 | keine Erstteilnehmer | keine Erstteilnehmer | keine Erstteilnehmer | keine Erstteilnehmer |
| 2004      | Osttimor             |                      |                      |                      |
| 2007–lfd. | keine Erstteilnehmer | keine Erstteilnehmer | keine Erstteilnehmer | keine Erstteilnehmer |

## Die Turniere im Überblick
| Malaysia | Vietnam |

| Singapur | Indonesien |

| Vietnam | Philippinen |

| Philippinen | Malaysia |

| Philippinen | Vietnam |

| Myanmar | Vietnam |

| Philippinen | Thailand |

| Vietnam | Singapur |

| Malaysia | Indonesien |

| Singapur | Philippinen |

## Rangliste
| Rang                  | Land        | Titel | Jahr(e)                                  | 2. Platz |    | Finale | Halbfinale |
| --------------------- | ----------- | ----- | ---------------------------------------- | -------- | -- | ------ | ---------- |
| 1                     | Thailand    | 7     | 1996, 2000, 2002, 2014, 2016, 2021, 2022 | 4        | 11 | 13     |            |
| 2                     | Singapur    | 4     | 1998, 2004, 2007, 2012                   |          | 04 | 07     |            |
| 3                     | Vietnam     | 3     | 2008, 2018, 2024                         | 2        | 05 | 13     |            |
| 4                     | Malaysia    | 1     | 2010                                     | 3        | 04 | 10     |            |
| 5                     | Indonesien  |       |                                          | 6        | 06 | 10     |            |
| 6                     | Philippinen |       |                                          |          |    | 05     |            |
| 7                     | Myanmar     |       |                                          |          |    | 02     |            |
| Jeweilige Rekordmarke |             |       |                                          |          |    |        |            |